# Barentsia major
Barentsia major är en bägardjursart som beskrevs av Walter Douglas Hincks 1888. Barentsia major ingår i släktet Barentsia och familjen Barentsiidae. Inga underarter finns listade i Catalogue of Life.